# Selección de waterpolo de Australia
La Selección de waterpolo de Australia es el equipo formado por jugadores de nacionalidad australiana que representa en las competiciones internacionales de waterpolo.
En el 2019 obtuvo la medalla de bronce en la Liga Mundial luego de vencer a España 11 a 10 en Belgrado (Serbia).

## Juegos Olímpicos
- 1948: 17°
- 1952: 17°
- 1956: 9°
- 1960: 15°
- 1964: 12°
- 1972: 12°
- 1976: 11°
- 1980: 7°
- 1984: 5°
- 1988: 8°
- 1992: 5°
- 2000: 8°
- 2004: 9°
- 2008: 8°
- 2012: 7°
- 2016: 9°
- 2020: